# NATO-Aktivität in der Ägäis (ab 2016)

Flagge der NATO

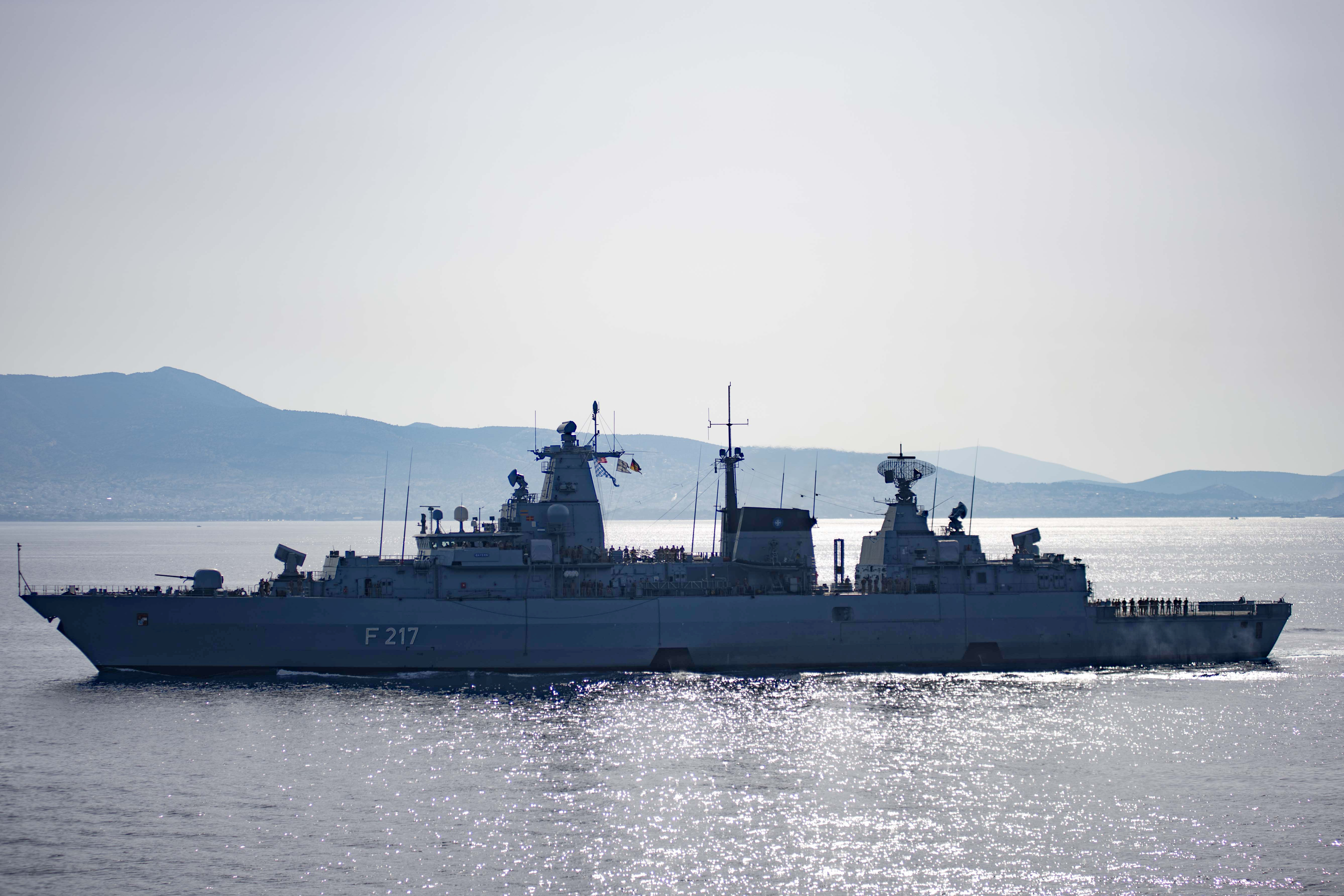
Fregatte Bayern der Deutschen Marine im Ägäis-Einsatz 2018

Die NATO-Aktivität in der Ägäis ist der Beitrag der NATO zur Bewältigung der Flüchtlings- und Migrationskrise in der Ägäis. Sie wurde im Februar 2016 auf Antrag Deutschlands, Griechenlands und der Türkei beschlossen, wobei die Initiative von der deutschen Regierung und insbesondere Bundeskanzlerin Angela Merkel ausging, mit dem Zweck, die Flüchtlingsströme durch die Ägäis schnell und erheblich zu reduzieren. Angesichts der Dringlichkeit des Problems wurde der NATO-Beschluss in großer Eile herbeigeführt.
Da in diesem Einsatz keine hoheitlichen Aufgaben zu leisten sind, musste der deutsche Beitrag nicht vom Deutschen Bundestag mandatiert werden.
Mit dem Einsatz beabsichtigt die NATO, zu einem Lagebild für die griechische und türkische Küstenwache und die europäische Grenzagentur Frontex beizutragen. Die NATO-Kräfte unterstützen diese Partner durch Seeraumüberwachung und Austausch von Lageinformationen. Es geht darum, den Informationsaustausch und Reaktionszeiten zu verbessern, um nationale Behörden bei ihrem Einsatz gegen Schlepper und ihre Netzwerke zu unterstützen.
Die Kräfte für diese Aufgabe werden im Wesentlichen von der Standing NATO Maritime Group 2 (SNMG2) gestellt, die dem Allied Maritime Command in Northwood untersteht. Deutschland stellte von Februar 2016 bis Juni 2017 an durchgehend den Kommandeur der SNMG 2 und meist das Flaggschiff. Es ist die erste NATO-Aktivität, an der sich die albanische Marine mit einem Kriegsschiff beteiligt.
In der Anfangsphase von Februar 2016 bis Juli 2017 wurde die SNMG 2 stets von einem deutschen Admiral geführt, der zugleich für die Aktivitäten in der Ägäis verantwortlich war. Danach wurde eine eigene Einsatzgruppe die Task Unit 1 für diese Aktivitäten gebildet, die stets von einem deutschen Kontingentführer im Dienstgrad Kapitän zur See geführt wird. Der Rest der SNMG 2 führt als Einsatzgruppe weiterhin ihren Routinebetrieb im Mittelmeerraum durch.

## Kontingentführer
| Nr. | Dienstgrad        | Name                          | Beginn des Einsatzes | Ende des Einsatzes | Bemerkungen                               |
| --- | ----------------- | ----------------------------- | -------------------- | ------------------ | ----------------------------------------- |
| 25  | Kapitän zur See   | Thorsten Mathesius            | ?                    | ?                  | [ 7 ]                                     |
| 24  | Kapitän zur See   | Gerald Liebich                | Januar 2023          | ?                  | [ 8 ]                                     |
| 23  | Kapitän zur See   | Torben Jürgensen              | Oktober 2022         | Januar 2023        | [ 9 ]                                     |
| 22  | Kapitän zur See   | Ronald Hoffmann               | Juni 2022            | Oktober 2022       | [ 10 ]                                    |
| 21  | Kapitän zur See   | Jörg-Michael Horn             | Januar 2022          | Juni 2022          | [ 11 ]                                    |
| 20  | Kapitän zur See   | Oliver Winkle                 | Oktober 2021         | Januar 2022        | [ 12 ]                                    |
| 19  | Kapitän zur See   | Stephan Küttler               | Juni 2021            | Oktober 2021       | [ 13 ]                                    |
| 18  | Kapitän zur See   | Thomas Hacken                 | Februar 2021         | Juni 2021          | [ 14 ]                                    |
| 17  | Kapitän zur See   | Christian Scherrer            | Oktober 2020         | Februar 2021       | [ 15 ]                                    |
| 16  | Kapitän zur See   | Matthias Kähler               | Juli 2020            | Oktober 2020       | [ 16 ]                                    |
| 15  | Kapitän zur See   | Dirk Jacobus                  | April 2020           | Juli 2020          | [ 17 ]                                    |
| 14  | Kapitän zur See   | Andreas-Peter von Kielmansegg | Januar 2020          | April 2020         | [ 18 ]                                    |
| 13  | Kapitän zur See   | Nicolas Liche                 | Oktober 2019         | Januar 2020        | [ 19 ]                                    |
| 12  | Kapitän zur See   | Joachim Brune                 | Juli 2019            | Oktober 2019       | [ 20 ]                                    |
| 11  | Kapitän zur See   | Sascha Helge Rackwitz         | April 2019           | Juli 2019          | [ 21 ]                                    |
| 10  | Kapitän zur See   | Frank Schwarzhuber            | Januar 2019          | April 2019         | [ 22 ]                                    |
| 9   | Kapitän zur See   | Thorsten Ites                 | Oktober 2018         | Januar 2019        | [ 23 ]                                    |
| 8   | Kapitän zur See   | Volker Blasche                | Juli 2018            | Oktober 2018       | [ 24 ]                                    |
| 7   | Kapitän zur See   | Ronald Hoffmann               | März 2018            | Juli 2018          | [ 25 ]                                    |
| 6   | Kapitän zur See   | Richard Kesten                | Januar 2018          | März 2018          | [ 26 ]                                    |
| 5   | Kapitän zur See   | Michael Gemein                | Oktober 2017         | Januar 2018        | [ 27 ]                                    |
| 4   | Kapitän zur See   | Guido Brach                   | Juli 2017            | Oktober 2017       | [ 5 ]                                     |
| 3   | Flottillenadmiral | Axel Deertz                   | Dezember 2016        | Juli 2017          | zugleich Kommandeur SNMG 2                |
| 2   | Flottillenadmiral | Kay-Achim Schönbach           | Juni 2016            | Dezember 2016      | zugleich Kommandeur SNMG 2                |
| 1   | Flottillenadmiral | Jörg Klein                    | Februar 2016         | Juni 2016          | zugleich Kommandeur SNMG 2 seit Juni 2015 |